# Les Miscellanées culinaires de Mr Schott
Les Miscellanées culinaires de Mr Schott est un livre de l'écrivain britannique Ben Schott.
Après Les Miscellanées de Mr Schott (2005), cet ouvrage, sorti en 2007 aux Éditions Allia, est le deuxième de la série des Miscellanées.